# Giai Xuân, Nghệ An
Giai Xuân là một xã thuộc tỉnh Nghệ An, Việt Nam. Xã được hình thành trên cơ sở sáp nhập xã Tân Hợp và xã Giai Xuân của huyện Tân Kỳ trong đợt Sáp nhập tỉnh thành Việt Nam 2025.

## Địa lý
Xã Giai Xuân có vị trí địa lý:
- Phía Đông giáp xã Tân Phú;
- Phía Nam giáp xã Tân An;
- Phía Tây giáp xã Tân An, xã Tiên Đồng và xã Minh Hợp;
- Phía Bắc giáp xã Tân Phú và xã Minh Hợp.

Xã Giai Xuân có diện tích tự nhiên 121,55 km².

## Hành chính và tên gọi
Xã Giai Xuân được thành lập theo Nghị quyết số 1678/NQ-UBTVQH15 của Ủy ban Thường vụ Quốc hội Việt Nam, ban hành ngày 16 tháng 6 năm 2025. Theo đó, sắp xếp toàn bộ diện tích tự nhiên, quy mô dân số của xã Tân Hợp và xã Giai Xuân thuộc huyện Tân Kỳ trước đây thành một xã mới có tên gọi là xã Giai Xuân.
Trước đó, theo Đề án sắp xếp đơn vị hành chính cấp xã tỉnh Nghệ An, xã này là xã Tân Kỳ 5.
Sau sắp xếp xã có diện tích tự nhiên: 121,55 km², quy mô dân số: 14.160 người.